# Sălciva, Hunedoara
Sălciva este un sat în comuna Zam din județul Hunedoara, Banat, România.

## Istorie
Este atestată documentar pentru prima dată în 1455, când aparținea de districtul Arad. La conscripția generală a Banatului din 1717, apare menționată cu 25 de case, cu numele de Salchevo.

## Vezi și
- Biserica de lemn din Sălciva